# シャドウ・スナイパー
『シャドウ・スナイパー』（スペイン語: La noche del ratón）は、2015年に公開されたスペインのスリラー映画。監督はダビ・R・ロサダ。

## あらすじ
ホルヘは恋人のサンドラと共に深夜のガソリンスタンドに立ち寄った。しかし、店内は無人であった。仕方なく、外に出ようとするとライフルの弾丸がホルヘに当たる。

## スタッフ
- 監督：ダビ・R・ロサダ
- 脚本：ダビ・R・ロサダ、ルベン・アビラ・カルボ
- 製作：アシエル・ベラスケス・バニョス
- 音楽：オスカル・アビラ・カルボ
- 撮影：ペルー・ガルベテ

## キャスト
※役名、俳優の順
- サンドラ：ミリアム・カベサ（スペイン語版）
- ホルヘ：ウナイ・ガルシア
- アルバロ：ミケル・マルティネス
- フアン・ルイス：アルフォンソ・トレグロサ